# 宜芝多
宜芝多是台湾烘焙师蔡秉融於1992年在上海創辦的麵包房連鎖店。1999年，第一家宜芝多於美罗城的地下一层開張。2016年之後，開設於地铁的门店数达105家，宜芝多75%的营收来自于地铁站门店。2020年9月，受2019冠狀病毒病上海市疫情影响，宜芝多拖欠房租，在上海的70余家門店被迫关店，員工總數從800多人裁減至不到400人。2021年6月，剩下的大批宜芝多門店關門。
2022年1月，宜芝多运营主体上海八融食品有限公司宣布经营失败，宜芝多暫時退出市場。2024年，上海新涪食品有限公司成立，2025年3月8日，宜芝多重啟運營，新運營主體即為上海新涪食品有限公司。